# Now You See Me 2
Now You See Me 2 (bra: Truque de Mestre: O 2° Ato; prt: Mestres da Ilusão 2) é um filme de assalto americano com direção de Jon M. Chu, roteiro de Ed Solomon e Pete Chiarelli, e produção de Alex Kurtzman, Roberto Orci e Bobby Cohen. É protagonizado por Mark Ruffalo, Woody Harrelson, Jesse Eisenberg, Dave Franco, Morgan Freeman, Michael Caine, Daniel Radcliffe, Lizzy Caplan e Jay Chou. O lançamento do filme aconteceu no dia 10 de junho de 2016. Apesar das críticas negativas, o filme, assim como seu antecessor, foi um sucesso comercial, arrecadando mais de 330 milhões de dólares, de encontro ao seu orçamento de 90 milhões de dólares.

## Elenco
- Jesse Eisenberg como Daniel Atlas.
- Mark Ruffalo como Dylan Rhodes.
- Woody Harrelson como Merritt McKinney.
- Dave Franco como Jack Wilder.
- Lizzy Caplan como Lola.
- Morgan Freeman como Thaddeus Bradley.
- Michael Caine como Arthur Tressler.
- Daniel Radcliffe como Walter Tressler
- Jay Chou como Li.

### Dublagem brasileira
- Estúdio de dublagem: Delart[7]
- Direção de dublagem: Manolo Rey[7]

Elenco
- Marcelo Garcia como Atlas[7]
- Andreas Avancini como Jack[7]
- Hercules Franco como Merrit/Chase[7]
- Priscila Amorim como Lola[7]
- Jorge Lucas como Dylan[7]
- Rodrigo Antas como Walter[7]
- Pádua Moreira como Tressler[7]
- Dário de Castro como Thaddeus[7]
- Christiane Louise como Austin[7]
- Bruno Rocha como Cowan[7]
- Philippe Maia como Li[7]
- Mariângela Cantú como Bu Bu[7]
- Guilherme Briggs como Scott-Frank[7]
- Daniel Müller como Case[7]
- Arthur Salerno como jovem Dylan[7]
- Mario Cardoso como Lionel[7]
- Angélica Borges como Zoey[7]

## Produção
Em agosto de 2013, segundo o ComingSoon. Now You See Me teria a volta do francês Louis Leterrier como diretor. Ao site, Leterrier diz que o DVD e blu-ray do longa (Now You See Me) terá uma cena pós-créditos que já estabelece um possível gancho para a sequência.
Em junho de 2013, Segundo o The Wrap, A continuação de Now You See Me poderia ter Jon M. Chu como diretor. Ele seria o favorito para assumir o posto deixado por Louis Leterrier. E o novo filme também deveria contará com grande parte do elenco original: Jesse Eisenberg, Dave Franco, Woody Harrelson, Isla Fisher, Mark Ruffalo e Daniel Radcliffe, além de novos rostos. A continuação deve passar pelos EUA, Europa e Ásia para "capitalizar o potencial internacional" da produção, segundo os produtores.
Em setembro de 2014, a Lionsgate confirmou a data de lançamento para a continuação de Now You See Me que chega aos cinemas dos EUA, em 10 de junho de 2016. E também confirmou a volta do elenco original.
Em outubro de 2014, Em entrevista ao HeyUGuys, o ator Michael Cane comentou que Daniel Radcliffe, será seu filho na trama "Nós começaremos a filmar em Londres. Eu gravo em dezembro, passarei o mês inteiro em Londres, e o meu filho é o Harry Potter. Pensei que seria engraçado, eu e Daniel Radcliffe como pai e filho".
Em outubro de 2014, Isla Fisher era cotada à retornar na continuação, mas após engravidar do seu terceiro filho foi cortada do longa. Em vez disso Lizzy Caplan, entrou como o reforço feminino dando vida a Lola.
Em abril de 2016, foi exibido durante a CinemaCon, mas teve sua sessão evacuada. De acordo com a Variety, a equipe de segurança pediu a evacuação da sala quinze minutos após o início do filme, citando "dificuldades técnicas". Posteriormente, um membro da organização disse que a sala foi evacuada após a descoberta de uma mochila largada no local. Na hora em que a equipe de segurança conferiu que a mochila era segura, já estava muito tarde para reiniciar a sessão.

## Promoção
Em janeiro de 2015, o filme ganhou a suas primeiras imagens. As fotos promocionais mostra o elenco principal.
Em dezembro de 2015, o filme ganhou seu primeiro trailer.
Em fevereiro de 2016, ganhou vários cartazes de personagens, com destaque para Daniel Radcliffe, que brinca com um baralho.

## Critica
Now You See Me 2 teve recepções desfavoráveis por parte da crítica especializada. No Rotten Tomatoes, o filme recebeu uma aprovação de 35%, com base em 108 avaliações, com uma classificação média de 4.9/10. No site Metacritic, o filme tem uma nota de 48 em 100, com base em 30 críticos.

## Sequência
Em maio de 2015, em conferência com a imprensa. Jon Feltheimer, presidente do estúdio Lionsgate, afirmou que o estúdio já começou a desenvolver uma continuação da continuação de Now You See Me. "Nós já estamos planejando com antecedência Now You See Me 3". Feltheimer ainda comentou esperar que o segundo longa da franquia ultrapasse os 350 milhões de dólares em bilheteria arrecadados com o primeiro filme.
Em abril de 2016, a Variety afirmou que Jon M. Chu vai dirigir o terceiro longa da franquia.
Em novembro de 2016, o Deadline afirmou que a Lionsgate contratou dois roteiristas para escrever o terceiro filme da franquia, Neil Widener e Gavin James.